# Sandia

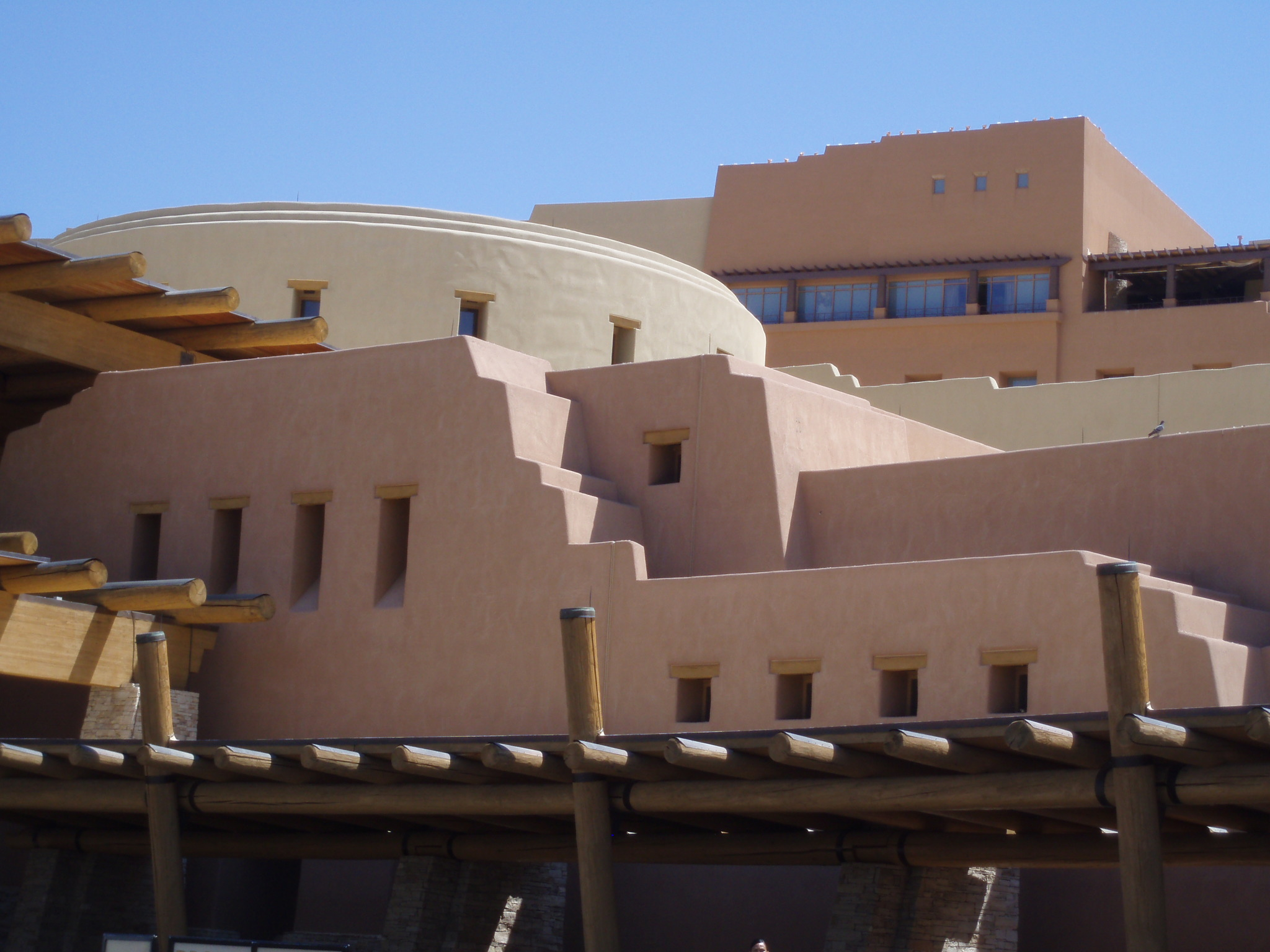
Sandia Resort and Casino

El Pueblo Sandia /sænˈdiːə/ és una tribu reconeguda federalment d'amerindis dels Estats Units de cultura pueblo que viu en la reserva de 101,114 km² del mateix nom a l'est del Rio Grande Rift del centre de Nou Mèxic, situada tres milles al sud de Bernalillo al sud del comtat de Sandoval i al nord del comtat de Bernalillo, a 35° 15′ 17″ N, 106° 34′ 23″ O / 35.254731°N,106.573146°O. Limita al sud amb la ciutat d'Albuquerque i a l'est pels contraforts de les muntanyes Sandia, una forma de relleu que el poble considera sagrada i que era i roman fonamental per a l'economia tradicional i la vida espiritual de la comunitat. Una zona boscosa coneguda com el bosque envolta la resta de la reserva i serveix com a font de llenya i caça silvestre. El cens dels Estats Units del 2000 informa d'una població resident de 4.414 habitants. Dues comunitats ubicades en el seu territori són Pueblo of Sandia Village i part (uns 3.235 habitants) de la ciutat de Bernalillo.
El Pueblo Sandia és un dels 19 pueblos amerindis reconeguts federalment de Nou Mèxic, i un dels Pueblo de l'Est. Segons el cens dels Estats Units del 2000 hi havia 488 amerindis censats que parlen tiwa meridional, una llengua de la família kiowa-tano, encara que la retenció de la llengua tradicional ha disminuït amb les generacions posteriors. Tenen un govern tribal que gestiona el Casino Sandia, el centre comercial Bien Mur i l'Àrea d'Esbarjo Sandia Lakes, així com la representació de la voluntat del Pueblo en els negocis i assumptes polítics.

## Nom
El nom tiwa pel pueblo és Tuf Shur Tia, o «lloc de la canya verda», en referència al bosque verd. Tanmateix hi ha documents antics que afirmen que el nom original del pueblo era Nafiat, (Tiwa: «lloc on el vent bufa pols»).
És conegut amb el nom espanyol de Sandía des de començaments del segle xvii i abunden les possibilitats pel que fa a per què. Alguns afirmen que hi conreaven algun un tipus de carbassa que va recordar als espanyols les síndries de l'hemisferi oriental. Altres suggereixen que els exploradors van trobar una herba anomenada sandía de culebra, o possiblement un altre anomenat allí sandía de la pasión.
Però l'explicació més convincent i més citada és que els espanyols van anomenar la muntanya Sandía després de veure-la il·luminada pel sol ponent. Les muntanyes de Sandia tenien un aspecte vermell per a ells, i la capa de vegetació li dona una "escorça" lluminosa de color verd quan és retroil·luminada, donant-li l'aparença d'una síndria a rodanxes. El poble més proper va prendre el nom de la muntanya, passant al llarg dels anys a partir de San Francisco de Sandía a Nuestra Señora de los Dolores de Sandía a Nuestra Señoría de los Dolores i San Antonio de Sandía abans d'acabar com un simple Pueblo Sandia.

## Història

### Antiguitat
La cultura Pueblo es va desenvolupar a partir de 700-1100 i es caracteritza per creences i pràctiques religioses distintives i un gran creixement de la població. El període 1100-1300 és conegut com a Període Gran Pueblo i es caracteritza per la cooperació entre els pobles Pueblo i la Gran kiva ritual comunal. El pueblo Sandia resideix a la zona actual des del segle xiv, quan representaven més del vint pobles. Eren una comunitat pròspera que sumava 3.000 individus en el moment de l'arribada de Coronado el 1539 (a l'Era Pueblo IV).

### Trobada amb els occidentals i la vida sota la Nova Espanya
El conqueridor espanyol Francisco Vásquez de Coronado "descobrí" el Pueblo de Sandia El 1539 durant una expedició per descobrir les Set Ciutats de Cíbola.
El 1610 hi va arribar fra Esteban de Perea, conegut com l'«Apòstol de Sandia». Descendent d'una distingida família espanyola, va ser guardià, vomissari i custodi dels frares a Nou Mèxic, i va ser responsable de l'aplicació de la Inquisició en els territoris sota la seva autoritat.
El 1617 l'àrea es va convertir en la llar de la seu de la Missió de San Francisco. Els espanyols van exigir tribut i esclavitzaren gent de Pueblo Sandia Poble com a mà d'obra en la construcció d'esglésies i a les mines de Mèxic. Com a resultat del ressentiment contra aquest abús, els sandia, que ja havien ofert santuari als rebels zia i jemez, van ser un dels pueblo implicats en la Revolta Pueblo contra el domini espanyol liderada per Popé el 10 d'agost de 1680 i que va expulsar els espanyols de la regió fins a la reconquesta per Diego de Vargas el 1692. No van trobar la llibertat i tant Popé com el seu successor Luis Tupatu foren sotmesos novament. Com a càstig per la insurrecció el governador del territori, Antonio de Otermin, va ordenar cremar el poble, que aleshores era abandonat, el 26 d'agost de 1682. Com que havien fugit a les terres dels veïns hopi la rectoria de Sandia va quedar desprotegida i va ser saquejada.
Els sandia van tornar després de cada atac espanyol, i els 441 supervivents sandia es reassentaren permanentment al novembre de 1742. El 1762 el governador Tomás Cachupín va ordenar la reconstrucció del Pueblo Sandia (encara quees preocuapva sobretot de la casa dels hopi que hi havien trobat refugi) com un amortidor entre l'assentament d'Albuquerque i les incursions dels semi-nòmades navahos i apatxes. Com a resultat Sandia va ser assaltat contínuament, el més mortal el 1775 quan una incursió dels comanxes va matar trenta individus. Els hopi van patir la pitjor part de l'atac com a resultat de la seva segregació de Sandia, que havia reduït al mínim la seva influència al Pueblo. Com a resultat de les guerres amb els conqueridors espanyols i les incursions de les nacions ameríndies veïnes el poble de Sandia va disminuir de 350 el 1748 a 74 el 1900.

### La vida a Mèxic i Estats Units

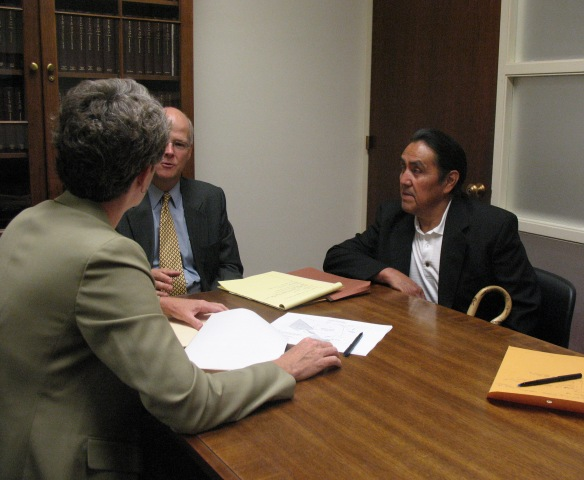
Governador del Pueblo Sandia Victor Montoya (dreta) amb la congressista Heather Wilson

El domini del territori va passar a mans mexicanes al final de la Guerra d'Independència de Mèxic El 1820. Va resultar difícil establir una nova república i governar els territoris perifèrics amb una història d'insubordinació, i Nou Mèxic va gaudir d'un breu període de semiautònoma semblant a la negligència saludable de les colònies americanes. En la història d'Amèrica, aquest període es refereix sovint com el "Far West", en referència a l'absència relativa de l'autoritat mexicana, que va deixar la regió oberta a la incursió i assentament de pioners americans.
Quan va acabar la intervenció nord-americana a Mèxic El 1848, el territori de Nou Mèxic fou cedit als Estats Units. Zebulon Pike va prendre nota de les muntanyes Sandia durant la seva expedició del segle xix, que qualifica de "San Dies".
Quan es van construir escoles índies a Albuquerque i Santa Fe, els alumnes de Sandia van estar-hi presents No obstant això la cultura americana no va tenir un fort efecte a la tribu fins a la Segona Guerra Mundial, quan la tribu va sacrificar vuit dels seus joves en la defensa nacional. El pueblo es va electrificar el 1952.
Les autoritats tribals a vegades han entrat en conflicte amb les autoritats estatals i federals. Han pretès fer valer el seu ancestral de les muntanyes Sandia a l'est de la serralada, i es van oposar fermament a la construcció del Sandia Peak Tramway el 1966.
La tribu va obrir un casino el 1994; s'han ampliat des de llavors i s'hi ha afegit un hotel a les instal·lacions. L'amfiteatre del casino hostatja molts actes que passen per Albuquerque, i la proximitat al principal centre urbà de l'estat ha fet que sigui una atracció popular entre els jugadors. La tribu ha utilitzat la bonança per finançar l'educació de la joventut (és a dir, tots els membres que ho desitgintenen garantida una educació universitària) i actualment està finançant una planta de tractament d'aigües residuals. També fan contribucions a diverses organitzacions benèfiques locals. Alguns problemes del Pueblo en l'actualitat són l'alcoholisme i l'embaràs adolescent.

## Govern
El govern tribal té departaments d'educació, policia, manteniment, salut i serveis socials, ambientals, i desenvolupament econòmic. Cada any es nomena un Governador, el Sotsgovernador, Cap de Guerra i el Tinent Cap de Guerra segons la tradició cultural Sandia. Cada home pot ser nomenat per períodes consecutius. El Governador i Cap de Guerra es convertiran en membres vitalicis del Consell Tribal. El Cap de Guerra i el Tinent Cap de Guerra són responsabled de totes les activitats religioses celebrades al Pueblo. El governador supervisa les operacions quotidianes del govern mentre que el Sotsgovernador és el jutge de la Cort Tribal.

## Cultura

### Religió

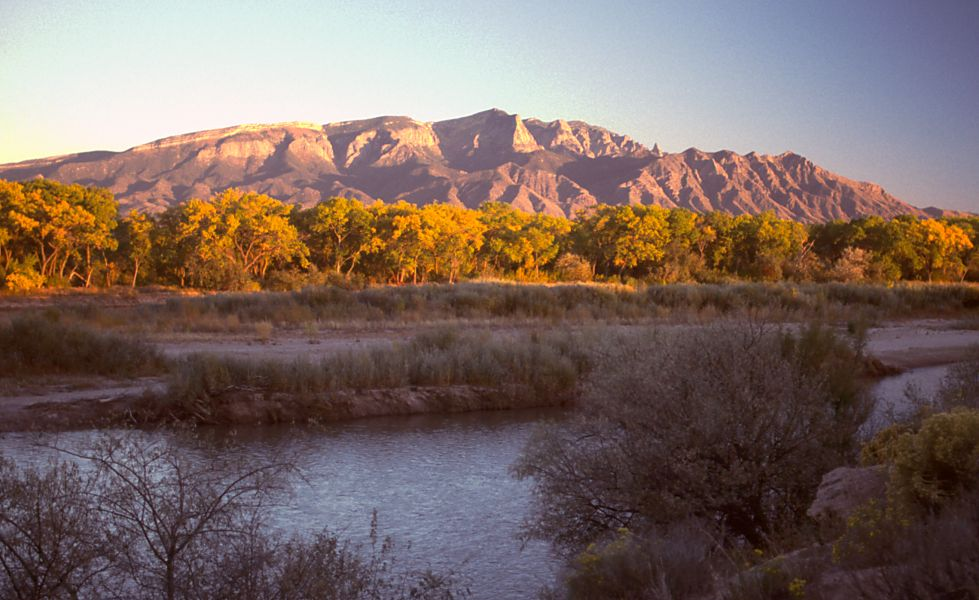
Les muntanyes Sandia, la terra sagrada del poble Sandia

Els Sandia són un poble profundament religiós i són molt reservats sobre molts aspectes de llur religió. Els primers informes parlen devoció a sants o efígies de sants, un fenomen sincrètic comú a tot el Sud-oest.
Encara que nominalment són catòlics conserven moltes tradicions precristianes. La festa principal, una tradició comuna a la majoria dels pueblo, se celebra anualment el 13 de juny, la diada de Sant Antoni. Aquesta festa, està oberta al públic. Música i dansa són parts importants de la cerimònia, i es considera un honor participar-hi.
Altres dies de festa són tancats al públic, i els residents no indígenes han de sortir (de vegades durant dies) durant aquestes cerimònies. També se celebren dies de festa personals amb la tradició de "llençar" regals des de les teulades a qui passa pel carrer.
El poble té una profunda connexió amb les muntanyes Sandia, conegudes com "la muntanya", i la consideren la seva "església." Utilitzen la muntanya com el seu símbol oficial.

### Idioma
Avui l'anglès és l'idioma comú del Pueblo, tot i que es barreja amb el tiwa meridional i paraules i expressions espanyoles. Les generacions més ancianes parlen tiwa meridional, espanyol i anglès, però pel que sembla les generacions més joves no han conservat les tradicions lingüístiques.
Curiosament han incorporat moltes paraules espanyoles en l'ús quotidià, com ara horno i bosque pronunciades amb accent "americà" (['hor no] i ['bas ki]). El tiwa meridional encara s'utilitza en la música, la cerimònia, i la vida quotidiana.

## Lligams
- Pàgina Oficial
- Sandia Casino
- Més de la controvèrsia de la cova Sandia